# Wojciech Zdzychowski
Wojciech Zdzychowski herbu Łodzia – stolnik poznański w latach 1696–1699, łowczy poznański w latach 1685–1694.
Sędzia kapturowy sądu grodzkiego poznańskiego w 1696 roku. Był elektorem Augusta II Mocnego w 1697 roku z województwa kaliskiego.